# Echinaster echinophorus
Echinaster echinophorus är en sjöstjärneart som först beskrevs av Jean-Baptiste Lamarck 1816.  Echinaster echinophorus ingår i släktet Echinaster och familjen krullsjöstjärnor. Inga underarter finns listade i Catalogue of Life.